# Église Saint-Brice de Hollogne-sur-Geer
Pour les articles homonymes, voir Église Saint-Brice.
L'église Saint-Brice est un édifice religieux catholique d'origine médiévale classé situé dans la section de Hollogne-sur-Geer faisant partie de la commune de Geer en province de Liège (Belgique).

## Situation
L'église se situe au centre du village hesbignon de Hollogne-sur-Geer, le long le la rue de Waremme.

## Historique
Cet édifice est le résultat de plans et d'élévations complexes, remanié à plusieurs reprises. La nef est élevée au XIIIe siècle et au XIVe siècle. Les bas-côtés, le transept et le chœur sont érigés au XVIe siècle et au XVIIe siècle.

## Classement
L'église Saint-Brice, à Hollogne-sur-Geer est classée depuis le 11 octobre 1950 et reprise sur la liste du patrimoine immobilier classé de Geer. 